# Memoria de testigo
La memoria de testigo es la memoria episódica de una persona por un delito u otro acontecimiento dramático en el que él o ella ha sido testigo. El testimonio de testigos a menudo se basa en el sistema judicial. También puede hacer referencia a la memoria de un individuo por una cara, en los que están obligados a recordar, por ejemplo, la cara de su agresor. Sin embargo, la exactitud de la memoria de testigo a veces se cuestiona porque hay muchos factores que pueden actuar durante la codificación y la recuperación de caso testigo, que puede afectar negativamente a la creación y mantenimiento de la memoria del evento. Los expertos han encontrado pruebas que sugieren que la memoria de testigos es falible. Durante mucho tiempo se ha especulado que la identificación de testigos equivocada juega un papel importante en la convicción errónea de individuos inocentes. Un creciente cuerpo de investigación ahora es compatible con esta especulación, lo que indica que la identificación de testigos errónea es responsable de más condenas de inocentes que todos los demás factores combinados. El Proyecto Inocencia, una ONG que busca exonerar supuestas condenas injustas, determinó que el 75% de los casos de exoneración, por el ADN 239, había ocurrido debido a testimonios de testigos inexactos. Es importante informar al público acerca de la naturaleza defectuosa de la memoria de los testigos y de las dificultades relativas a su uso en el sistema de justicia penal para que los relatos de los testigos no sean vistos como la verdad absoluta.

## Codificación

### Durante el evento

#### Retos de la identificación de rostros
La gente se esfuerza para identificar caras en persona o a partir de fotos, esta es una dificultad que surge de la codificación de las caras. Cuando a los participantes se les dio una prueba de memoria básica a partir de una serie de fotos o una rueda de reconocimiento, lucharon para identificar con precisión las imágenes, aunque el reconocimiento fue muy bajo, este hallazgo proporciona un punto de partida para la estimación de la precisión de la identificación de otras personas que participan en un evento traumático como testigos. Solo se consiguió que fuera más difícil para una persona codificar con precisión una cara cuando están experimentando un evento traumático.
Dado que los tribunales se basan en el reconocimiento facial del testigo, es importante reconocer que la identificación no siempre es exacta. Los procesos cognitivos y neuronales de una cara específica muestran las contribuciones al procesamiento y el reconocimiento integral de los recuerdos episódicos de testigos. La falta de fiabilidad de las identificaciones de testigos puede ser el resultado del desajuste entre las formas de caras que se procesan de manera integral y cómo los sistemas de material compuesto recuperan características de la cara durante un evento.

#### Efecto de Otra Raza
El Efecto de Otra Raza (es decir, el sesgo propio de la raza, el efecto de la raza transversal, el efecto de otra etnia, las ventajas de la misma raza) es un factor pensado para impactar la precisión del reconocimiento facial. Los estudios que investigan este efecto han demostrado que una persona es más capaz de reconocer las caras que responden a su propia raza, pero son menos fiables en la identificación de otras razas más desconocidas, lo que inhibe la codificación. Se han propuesto varias explicaciones para este efecto. La cuenta de la experiencia perceptiva sugiere que, con un aumento de exposición a la propia raza de uno, se desarrollan mecanismos de percepción que permitirán a las personas ser más eficientes en recordar las caras de su propia raza. La cuenta de experiencia socio-cognitiva predice que los componentes motivacionales y/o atencionales desarrollan más enfoque en la raza de una persona. Otra hipótesis es que cada raza presta atención a ciertos detalles faciales para diferenciar entre caras. Sin embargo, otras razas no pueden codificar estas mismas características. Una sugerencia final es que las caras de la misma raza se codifican más profundamente, lo que lleva a un testigo a tener una memoria más detallada de esas caras; pero no ha habido mucha investigación para apoyar esta hipótesis. La investigación sobre el efecto de otra raza se ha centrado principalmente en los afroamericanos y caucásicos. La mayoría de las investigaciones han demostrado que los testigos blancos muestran el efecto de otra raza, sin embargo, este efecto se extiende a otras razas también. En general, la memoria es un proceso individual y la conceptualización de la raza añade ambigüedad racial en el reconocimiento facial. Testigos mono - raciales pueden depender de categorización más que otros testigos multirraciales, que desarrollan un concepto más fluido de la raza. La percepción puede afectar a la codificación inmediata de estas nociones poco fiables debido a los prejuicios, éstos pueden influir en la velocidad de procesamiento y clasificación de objetivos ambiguos racialmente. La ambigüedad en el reconocimiento facial de la memoria de testigo se puede atribuir a las estrategias divergentes que se utilizan bajo la influencia del sesgo racial. Debe tenerse en cuenta que este fenómeno no se limita a la raza. Los estereotipos de cualquier tipo (ya sea que se relacionan con la edad, el género, etc. ) pueden afectar a la codificación de la información en el momento del evento. Por ejemplo, si uno se mantiene a punta de pistola por dos individuos, uno de los cuales es un hombre y la otra es una mujer con un sombrero, la víctima puede rápidamente caer de nuevo en la creencia de que los hombres son más propensos a ser agresores. En consecuencia, la víctima puede codificar la situación que involucra a dos agresores masculinos, produciendo efectos problemáticos en el proceso de identificación de los agresores más adelante.

#### Trauma y Estrés
El estrés o trauma durante un evento puede afectar a la codificación de la memoria. Los eventos traumáticos pueden causar que la memoria sea reprimida de la conciencia. Una incapacidad para acceder a la memoria reprimida argumenta que se produzca en los casos de abuso sexual infantil. Otra forma en que la codificación de la memoria puede ser afectada es cuando la persona involucrada en un suceso traumático experimenta disociación; él o ella mentalmente elimina de sí mismo la situación, que puede servir como un mecanismo de supervivencia. Por último, el trauma puede inducir un efecto flash; el testigo cree que recuerdan vivamente detalles significativos de un acontecimiento relevante, aunque la precisión debe ser determinada de tales memorias. En el ámbito jurídico el estado mental de un individuo testigo de un crimen y en testimonio puede afectar el éxito de su recuperación de la memoria. El estrés en pequeñas cantidades se cree que ayuda a la memoria, por lo cual las hormonas del estrés liberadas por la amígdala, promueven la consolidación de los recuerdos emocionales. Sin embargo, el estrés en altas cantidades puede afectar al rendimiento de la memoria. Los testigos de delitos graves o traumatismos pueden sufrir de otras implicaciones, como el trastorno de estrés postraumático (TEPT) o incluso Amnesia psicógena.

##### Trastorno del estrés postraumático
La memoria explícita (utilizado en testimonio legal) se ve afectado por el trastorno del estrés postraumático (TEPT); los individuos diagnosticados con trastorno de estrés postraumático pueden luchar para recordar eventos explícitos de su memoria, por lo general aquellos que son especialmente traumatizados por el evento. Esto puede ser debido a que el individuo prefiere no pensar en el recuerdo desagradable, del que no pueden olvidarse. La memoria implícita, por otro lado, no parece verse afectada de la misma manera que la memoria explícita que, en algunos individuos con trastorno de estrés postraumático, pueden obtener mejores resultados en pruebas de memoria implícita que los no sufren TEPT.

##### Amnesia disociativa
La Amnesia psicógena (o Amnesia disociativa) puede afectar la memoria explícita de un evento en particular. Muy a menudo, los casos de amnesia psicógena se producen después de presenciar un crimen extremadamente violento o traumático, tal como la guerra.

##### Efecto del Humor Congruente
La memoria cotidiana puede verse afectada por factores como el estrés o el estado de ánimo. El Efecto del Humor Congruente se refiere a que la memoria que se ve ayudada por un juego de humor en la codificación, una etapa de aprendizaje y la etapa de recuperación. Si una memoria está codificada en condiciones estresantes es más probable que la memoria recuerde mejor si los niveles de estrés en la recuperación son congruentes a los niveles de estrés en la codificación. La congruencia del estado de ánimo puede afectar la habilidad de los testigos para recordar un delito altamente estresante, si las condiciones de codificación y de recuperación son diferentes. Las cantidades moderadas de estrés pueden ser beneficiosas para la memoria por la liberación de los corticosteroides. A la inversa, el exceso de estrés (y por lo tanto una afluencia extrema de corticosteroides) pueden afectar la función del hipocampo y por lo tanto obstaculizar la memoria. Niveles muy altos de liberación de corticosteroides pueden ser muy perjudiciales para la memoria.

#### Enfoque en el arma
El efecto del Enfoque en el Arma sugiere que la presencia de un arma estrecha atención de una persona, por lo que afecta a la memoria de los testigos. Una persona se centra en el detalle central (por ejemplo, el arma) y pierde el foco sobre los detalles periféricos (por ejemplo, las características del agresor). Mientras que el arma se le recuerda con claridad, los recuerdos de los otros detalles de la escena se distorsionan. El efecto del enfoque en el arma se debe a que los elementos adicionales requieren una atención más visual, por lo que con frecuencia no se procesan. Éste pone mayor foco de atención en los aspectos centrales y quita recursos de atención de detalles periféricos. Por ejemplo, si un arma se puso en una escuela, atraería cantidad significativas de atención, ya que los estudiantes no están acostumbrados a ver ese elemento. Cuando los participantes estaban viendo una presentación de diapositivas y estaban viendo un elemento de estímulo inusual, sus tiempos de reacción eran más lentas (sin tener en cuenta si el estímulo era peligroso) en comparación con los tiempos de reacción para el estímulo más frecuente. Cuando el artículo era peligroso (es decir, un arma), los participantes tenían una menor precisión y confianza que la del grupo control. Otra hipótesis es que ver un arma podría causar un estado de excitación. En un estado de excitación, la gente se centra en los detalles centrales en lugar de los periféricos.

#### Interferencia
El testimonio de un testigo puede perder validez debido a demasiados estímulos externos que pueden afectar al que fue testigo durante el crimen; por lo tanto obstaculizan la memoria. Por ejemplo, si un testigo individual de un accidente de coche en una calle muy pública, puede haber demasiadas señales que distraen al testigo del foco principal. Numerosos estímulos de entrada de interferencia pueden suprimir la importancia de los estímulos de foco del accidente. Esto puede degradar las huellas de la memoria del evento y disminuir la representación de esos recuerdos. Esto se conoce como el principio cue-sobrecarga.

### Después del evento

#### Efecto de la Desinformación
Los testigos pueden estar sujetos a distorsiones de la memoria que pueden alterar su versión de los hechos. Es de particular interés que la memoria de un testigo puede quedar comprometida por otros datos, de tal manera que la memoria de un individuo se vuelve sesgada. Esto puede aumentar la sensibilidad de los testigos en el sentido de la desinformación. Las personas informan lo que creen haber visto siendo testigo en el momento del crimen, a pesar de que esto puede ser el resultado de una memoria falsa. Estos efectos pueden ser el resultado de la información posterior al evento. Es muy importante proporcionar a los testigos opciones de respuesta votos en pruebas de memoria y ser advertido de las influencias engañosas que puedan afectar a la forma en la memoria del evento se recuerda en un momento posterior. Muchos empleados, trabajadores de la fuerza policial, y otros están entrenados en la post-advertencia con el fin de reducir las influencias sobre el efecto de la desinformación, que puede predecirse antes de la delincuencia. En sus estudios, los investigadores utilizan muchos testigos para estudiar los efectos de recuperación de bloqueo, que interfieren con un testigo y su capacidad para recordar información. Información fraudulenta antes del evento también puede influir en los efectos de desinformación. Otros estudios también abordan cómo el efecto de la desinformación parece amplificar sobre aumento de la rememoración. Cualquier discusión de noticias y ser interrogado varias veces puede causar diversas versiones de los testimonios. Sin embargo, los registros más antiguos llegar a ser la más exacta debido a un efecto de información errónea minimizado.

#### Transferencia Inconsciente
Muchas identificaciones erróneas son el resultado de la transferencia inconsciente o la incapacidad de distinguir entre el autor y otra persona que se encuentra en un contexto diferente. En muchos de estos casos, el culpable se confunde con otra persona que estaba presente en la escena del crimen. El procesamiento implícito se lleva a cabo durante el evento, en el que el testigo codifica las características generales de personas inocentes, creando una sensación de familiaridad. En la recuperación, esta familiaridad podría hacer que las personas que estaban simplemente presentes en la escena del crimen debe confundirse con el culpable.  Después de ver un video de un delito que implique un ladrón y dos personas inocentes, se les pidió a los participantes que identificaran al autor en una rueda de reconocimiento que incluye las tres personas presentes en el video y otras tres personas nunca antes encontradas. La mayoría de los participantes identifican falsamente a una persona inocente en la rueda de reconocimiento. Por otra parte, los participantes fueron más propensos a identificar erróneamente uno de los dos cómplices inocentes en el video de una de las tres personas que no conocen. La transferencia inconsciente se produce en este caso cuando el testigo no atribuye su sentido de familiaridad del autor a un transeúnte. Este confuso efecto de familiaridad se encuentra en el procedimiento policial. La presentación de las matrices de fichas policiales por sí sola no parece influir en la precisión de identificación. Sin embargo, esta presentación puede ser influyente si las ruedas de reconocimiento policiales que incluyen individuos que anteriormente fueron presentados en la matriz. Las personas que aparecen en las ruedas de reconocimiento de la policía que también aparecían en anteriores matrices de fotos pueden ser identificados tan rápido como la identificación del objetivo real. Por lo tanto, en los casos en que se identifica a un sospechoso de fotos policiales a raíz de una rueda de reconocimiento, no se sabe si la identificación en la rueda es el resultado del reconocimiento del autor o de la detección de una persona visto previamente en fotos policiales.

## Recuperación

### Ruedas de reconocimiento
Una rueda de reconocimiento policíaca es un método para que un testigo haga el reconocimiento ocular de un perpetrador mediante la visualización de una serie de fotos o un grupo de sospechosos en directo. Un posible resultado de una rueda de reconocimiento es que el testigo puede identificar correctamente al criminal. Otro resultado es que el testigo puede afirmar correctamente que el criminal no está en la rueda de reconocimiento. Una tercera opción es que el testigo puede dejar de reconocer que el culpable está presente. Por último, el testigo puede seleccionar de forma incorrecta a otro sospechoso. El resultado ideal es identificar correctamente al delincuente y el peor resultado es identificar erróneamente a un inocente.

#### Papel de la policía en la rueda de reconocimiento
Hay pautas específicas para la policía cuando se administra una rueda de reconocimiento para reducir el sesgo y aumentar la precisión de los juicios de los testigos. La policía debe reducir la presión que sienten los testigos para seleccionar un criminal de una serie de fotos o personas. Deben asegurarse de que el testigo es consciente de que el autor podría no estar en la rueda de reconocimiento. Además, la policía debe llevar a cabo un procedimiento de doble ciego, que no les permite ver la rueda de reconocimiento. Esto evita que la policía dé al testigo cualquier información, intencional o no, acerca de quién en la rueda de reconocimiento es un sospechoso de la policía. También evita que la policía dé cualquier información al testigo. La retroalimentación puede producir una falsa confianza en el testimonio de selección. En la supervisión de una rueda de reconocimiento, la policía puede utilizar la velocidad de reconocimiento para determinar la validez de la identificación. Si el testigo identifica rápidamente el autor, entonces es más probable que sea correcta la selección.

#### Tipo de rueda de reconocimiento
Una rueda de reconocimiento secuencial presenta un testigo con una serie de fotos de una en una, lo que requiere que el participante identifique si cada foto coincide con su memoria antes de seguir adelante. El testigo no sabe la cantidad de fotos que están en el grupo. En una formación simultánea, las fotos o sospechosos son vistos juntos. Ruedas secuenciales producen un menor número de identificaciones; ya que son más difíciles y requieren un juicio absoluto. Esto significa que la decisión en cuanto a la adecuación de la memoria de la foto se hace de forma independiente. Por otro lado, una formación simultánea requiere un juicio relativo, ya que la decisión no es independiente de las otras posibilidades. Un juicio absoluto es un juicio que requiere que la persona esté 100 por ciento seguro de su elección cuando una sentencia relativa es cuando alguien hace a su mente, sobre la base, de lo que parece el más cercano. Sin embargo, los investigadores como el Dr. Gary Wells de la Universidad Estatal de Iowa dicen que "durante ruedas de reconocimiento simultáneas, los testigos utilizan un juicio relativo, lo que significa que se comparan fotografías del cartel o de los miembros entre sí, en lugar de su memoria del delincuente". Las ruedas simultáneas han sido históricamente preferidas, ya que no se basan en el criterio relativo. Sin embargo, datos recientes sugieren que la preferencia por las ruedas secuenciales sobre las simultáneas no está avalada empíricamente. Los individuos que participan en ruedas secuenciales son menos propensos a hacer una selección en absoluto, sin tener en cuenta si la selección es correcta o no. Esto sugiere que la rueda de reconocimiento secuencial fomenta un cambio en el criterio más conservador para hacer una selección en lugar de un aumento de la capacidad de escoger el verdadero autor. En consecuencia, se necesita investigación adicional antes de ofrecer recomendaciones a los departamentos de policía.

#### Tamaño de la rueda de reconocimiento
Los miembros de la rueda de reconocimiento deben tener características diversas de manera que no están sesgados hacia o contra el sospechoso. Si el aspecto de una persona se destaca entre la multitud de otra forma indistinta, es entonces, más probable que seleccione a esa persona; independientemente de su propio recuerdo del criminal o de un testigo. De acuerdo con Schuster (2007), si el sospechoso está en la rueda de reconocimiento, no debe diferenciarse de los demás miembros. Los ojos de las personas se sienten atraídos por lo que es diferente. Si se asegura de que todos los hombres o mujeres en las imágenes tienen un aspecto similar, tienen el mismo fondo en su imagen, raza, edad, y están usando lo mismo o ropa similar, solo para nombrar unos pocos, entonces el riesgo de contraer un falso positivo disminuirá. Por lo tanto, esta rueda de reconocimiento es sugerente. Las cargas deben añadirse a la rueda de reconocimiento con el fin de representar un amplio espectro de características, pero debe coincidir con la descripción conocida del delincuente. Si los miembros de la rueda no coinciden con la descripción conocida del infractor, la rueda de reconocimiento está sesgada hacia el sospechoso. Se ha demostrado que las ruedas de reconocimiento sesgadas aumentan los errores de identificación, sobre todo en las ruedas con culpable ausente. El aumento del tamaño nominal de una rueda (el número real de sospechosos que se compila) a menudo disminuye la posibilidad de una selección incorrecta. El tamaño funcional también juega un papel en el sesgo de rueda de reconocimiento. El tamaño funcional es el recíproco de la fracción de testigos falsos que optan por el sospechoso de una rueda de reconocimiento. Por ejemplo, en una rueda de reconocimiento de tamaño nominal 5, si 15 de los 30 testigos falsos (elegidos al azar que son individuos que no sufren el delito) optan por el sospechoso, el tamaño funcional de la rueda de reconocimiento es el recíproco de 15/30, que es 30/15, o 2. Así que, aunque la rueda de reconocimiento tiene 5 miembros, funcionalmente solo tiene 2. Tamaño efectivo es el número de sospechosos probables. La policía utiliza estos tres números para evaluar una rueda de reconocimiento.

#### Puntos de Vista
Muchos estudios, así como los procedimientos policiales, dependen de las ruedas de reconocimiento fotográficas o presenciales en las que el testigo considera a los sospechosos desde una distancia. Este procedimiento se realiza en un intento de eliminar sospechosos e identificar al autor. Estos tipos de ruedas solo permiten pequeños grados de información visual para el testigo, tales como ángulos de visión limitados, que restringen el nivel de detalle en comparación con una formación virtual computarizado donde los testigos pueden ver los objetivos desde múltiples ángulos y distancias. Uno podría anticipar que el examen de los sospechosos de puntos de vista ilimitadas, permitiría una mejor señal de reconocimiento, en cambio con que si se compara con vistas limitadas. Sin embargo, la información visual ilimitado puede ser un inconveniente y contraproducente si la información ofrecida en el momento de la recuperación no estaba realmente presente en el momento de la codificación de la memoria. Por ejemplo, si un testigo solo vio el rostro del autor de un ángulo, viendo los participantes del cartel desde otros puntos de vista pueden ser una distracción. Otros estudios han demostrado que los puntos de vista ilimitados mejoran la precisión de las rueadas de reconocimiento. También hay que señalar que la precisión del testigo mejora cuando la distancia entre el sospechoso y el testigo coincide con la distancia durante el testimonio inicial del crimen.

#### La interferencia retroactiva
Otro de los fenómenos que puede interferir con la memoria un testigo es la interferencia retroactiva. Esto ocurre cuando la nueva información es procesada y obstruye la recuperación de información de edad. Una fuente común de interferencia que pueda ocurrir después del evento de un crimen es la presentación de informes de la delincuencia. Las investigaciones policiales incluyen cuestionamiento que a menudo es sugerente. El procesamiento de nueva información podría alterar o sustituir por completo la información antigua. Si un agente de policía tiene razones para creer que un sospechoso es culpable, esto es un sesgo del interrogador y puede influir en el testigo de memoria. Los interrogadores también pueden ejercer presión sobre los testigos haciendo que sea deseable seleccionar un perpetrador de una rueda de reconocimiento policial. Los testigos son a menudo desprevenidos del sesgo interrogador y creen que sus recuerdos no estarán contaminados.

#### Contaminación de co-testigo
La presencia de un co-testigo a menudo puede contaminar los recuerdos. Cuando los testigos confieren acerca de un evento pueden llegar a un acuerdo sobre una narrativa incorrecta. La investigación ha encontrado que el 71 % de los testigos cambiaron sus declaraciones de testigos para incluir componentes falsos que sus compañeros de testigos recordaban. Esto hace que sea muy difícil de reconstruir la cuenta real de un evento. Para evitar este efecto, la policía debe separar testigos tan pronto como sea posible antes de la presentación de informes del evento. Por desgracia esto es difícil, sobre todo si la policía no se involucra inmediatamente después del evento. La policía debe informar a los testigos de la posibilidad de contaminación tan pronto como sea posible. Los testigos deben ser entrevistados tan pronto como sea posible con la policía y destacar si los testigos han comparado las cuentas. Una vez que las cuentas se han registrado, la policía debe tomar nota de las similitudes o diferencias que pudieran apuntar a datos contaminados o hechos.

#### Confianza
Un testigo de identificación de un sospechoso puede tomar una decisión con poca o mucha confianza. El nivel de confianza varía entre los diferentes testigos y situaciones. Hay dos tipos de confianza: la confianza en un testigo propia capacidad de hacer una identificación (antes de ver una formación de policía) y la confianza en haber realizado una identificación exacta o rechazo preciso. Debe tenerse en cuenta que los recuerdos son normalmente vulnerables a múltiples influencias y propensos a las distorsiones y engaños: "nunca son constantes y nunca dan lugar a representaciones totalmente precisos [y] estos cambios se producen sin que nos demos cuenta de ellos". Como consecuencia, la confianza del testigo en su capacidad para hacer una identificación correcta no debe ser utilizado para evaluar la precisión de la identificación. Los testigos se les debe pedir a intentar identificaciones incluso si su confianza es baja. El grado de confianza después de la identificación de un sospechoso es un mejor (pero no perfecto) predictor.
En muchos experimentos, se les pide a los testigos para evaluar su confianza en su decisión después de hacer una identificación de una rueda de reconocimiento. Los testigos que tienen confianza en sus identificaciones son solo ligeramente más probables de estar correctos, en comparación con los testigos que exhiben poca confianza en su decisión. Varios psicólogos han investigado los factores que podrían afectar a la precisión de la relación de confianza.
La hipótesis de optimalidad establece que los factores que influyen la optimalidad de procesamiento de la información también influyen en la fiabilidad de la confianza estimada. Durante situaciones en las que las condiciones de procesamiento de la información no son óptimas (por ejemplo, el autor se disfraza o la duración de la exposición es breve) el rendimiento de los testigos durante las disminuciones de identificación y son menos seguros en su decisión. La correlación de la exactitud de la confianza se estima que es más fuerte en una situación de procesamiento de la información óptima tales como el tiempo de exposición más largo, y más débil en condiciones que no son óptimas.
Ciertos factores afectan la precisión de identificación sin influir en la confianza mientras que otros factores influyen en la confianza sin tener un efecto en la precisión de identificación. Los procesos de reconstrucción de la memoria (es decir, la influencia de la información posterior al evento en las memorias almacenadas) puede influir en la precisión de identificación mientras no necesariamente afecta a la confianza. Los procesos de influencia social (es decir, comprometerse a una decisión) podrían tener un efecto sobre los juicios de confianza tanto que tiene poco o ningún efecto sobre la exactitud de la identificación.
Se da por supuesto que la confianza de un testigo en la identificación de un sospechoso es importante para la precisión de la identificación, pero este no es el caso. La exactitud en la identificación depende de las circunstancias que rodean a la identificación, así como los factores mencionados anteriormente. La confianza de un testigo durante la identificación es generalmente un predictor débil de la exactitud de identificación, como es la calidad de las descripciones y de la coherencia entre las descripciones. Estos factores no deben ser tomados en cuenta al momento de elegir si desea o no llevar a cabo una rueda de reconocimiento policial. Al evaluar las pruebas de identificación, se debe prestar mayor atención a las circunstancias que rodean la identificación y tomar la confianza del testigo como menos importante.

### Entrevistas
El método de la realización de una entrevista tiene una gran implicación en la veracidad del testimonio. Cuando la persona que está siendo entrevistada se ve obligada a dar más información, él o ella es más probable que participen en la confabulación. Por ejemplo, cuando los participantes vieron un video y fueron instruidos para responder a todas las preguntas (sin respuesta y con respuesta) acerca de su contenido, a menudo fabricaban la información. Cuando el testigo es empujado demasiado como para recordar algo, cae sobre los recuerdos falsos. Este efecto también se observa en la hipnosis: cuando las personas tratan intensamente y se guían por recordar algo, puede terminar confundiendo una imaginación viva con un recuerdo.

#### Técnica de la Entrevista Cognitiva
Los investigadores han desarrollado una estrategia, titulada la técnica de la entrevista cognitiva, para obtener la memoria de los testigos más precisa. En este protocolo, que es preferible, para la realización de entrevistas, el interrogador debe hacer que el testigo se sienta cómodo, hacer preguntas abiertas, y otorgar la libertad testigo en la descripción del evento. Además, el entrevistador debe fomentar que el testigo no caiga en un agotamiento de su memoria restableciendo el contexto del evento o recordando los eventos en diferentes órdenes y la visualización de la escena evento desde diferentes perspectivas.

#### Sugestibilidad
Las distorsiones en la memoria de un testigo puede ser inducida por los procedimientos de interrogatorio sugestivos. Pidiendo a los testigos para recuperar información de manera repetida en múltiples entrevistas puede aumentar la memoria debido a que el evento está siendo ensayado muchas veces o, como en muchos casos, aumentan la sugestión. La información engañosa ofrecida por los investigadores puede atraer más atención que la información codificada originalmente, por lo que se altera la memoria del testigo del evento para incluir datos erróneos sugeridos durante la entrevista. Además, la repetición de preguntas podrían hacer que el testigo se sienta presionado por cambiar su respuesta o elaborar en una respuesta ya dada con detalles inventados. El cuestionamiento indefinido puede reducir el nivel de sugestión de recuperación mejorada porque el testigo no se somete a la manipulación de pruebas por el entrevistador.

#### Reincorporación Contextual
La Reincorporación Contextual es una técnica común utilizada para ayudar a que los testigos recuerden los detalles de un medio ambiente específico al revisar el entorno inicial en la que se codifica la información original. Tomando un testigo de nuevo a la escena donde ocurrió el evento, por ejemplo, ayudará a facilitar la precisión en la identificación de los autores. El restablecimiento se cree que mejora el recuerdo ya que proporciona claves de recuperación de memoria. La investigación ha demostrado que el emparejamiento de rostros de sospechosos o palabras con señales contextuales en la escena del crimen mejorará el rendimiento en tareas de reconocimiento. Por lo tanto, parece práctico que estos resultados puedan aplicarse a la identificación de testigos oculares. Los métodos comúnmente utilizados para examinar el restablecimiento del contexto incluyen fotografías del entorno / escena , las señales mentales de restablecimiento contextuales, y el recogimiento guiado. Los estudios demuestran que volver a exponer a los participantes a la escena del crimen no mejorar el rendimiento en el reconocimiento facial. También hubo efectos notables para la reincorporación del contexto donde la mejora de identificación es correcta. Los informes también muestran que la magnitud de la mejora a través del restablecimiento del contexto incrementa en situaciones reales en comparación con los estudios de laboratorio.

#### Contexto experimental
Se encontró una alteración del contexto para ser uno de los indicadores más importantes de la precisión del reconocimiento. Tales cambios en el contexto experimental se han demostrado que tienen efectos similares a las transformaciones en la apariencia, tales como los disfraces. Las identificaciones criminales pueden ser influenciadas por un cambio de contexto. Los investigadores deben tener en cuenta el hecho de que se encuentra con un conocido que vemos habitualmente en un contexto, como el lugar de trabajo, el cual altera la generalización de memoria en comparación con el mismo encuentro con conocidos en otro ambiente que actúa como un contexto no asociado, como una tienda de comestibles. Los cambios en el entorno hacen que sea difícil identificar este conocimiento. Inicialmente, el individuo puede parecer familiar, pero porque esta persona no está en el contexto normal, podría ser difícil de colocar la cara y recordar el nombre. Los investigadores han comenzado a poner en práctica procedimientos para restablecer el contexto que rodea un evento específico en un intento de mejorar la precisión de la identificación. El restablecimiento de la escena del crimen a menudo no es posible. Sin embargo, es posible tener testigos que imaginan y por lo tanto mentalmente reinstauran el entorno con las instrucciones de imágenes y otros dispositivos mnemotécnicos. En algunos casos, los objetos de la escena del crimen, tales como pistolas o la ropa, pueden ser utilizados adicionalmente para ayudar a restablecer el contexto. Tales métodos han demostrado con éxito para mejorar la fiabilidad y exactitud del recuerdo del testigo.

#### Efecto de ensombrecimiento verbal
El proceso de describir una cara implica pensar en sus funciones de forma independiente, pero el proceso de la gente se enfrenta a configuraciones (en su conjunto, la codificación de las características en relación de unos con otros). Por lo tanto, el proceso de describir la cara a menudo deteriora la memoria de ella, este es el efecto de ensombrecimiento verbal. Un efecto de ensombrecimiento verbal típicamente se refiere a su efecto negativo sobre recuperación de la memoria como resultado de dar una descripción verbal de un objeto visual. Por ejemplo, un testigo que da una descripción verbal de una cara es probable que tenga problemas de reconocimiento subsiguiente de ese rostro. Sin embargo; Perfect et al. (2002) predijeron que el efecto de ensombrecimiento verbal también se ve en el reconocimiento de voz; es decir que la descripción verbal de la voz también debe poner en peligro el posterior reconocimiento de la voz. Ellos predijeron esto porque argumentaron que las voces eran difíciles de articular y por lo tanto es probable que serían vulnerables al efecto de ensombrecimiento verbal. Este se encontró que era el caso. Además, se observó una disociación entre la precisión y confianza. La confianza de los participantes que habían identificado la voz correcta en la rueda de reconocimiento del audio no fueron influenciado por el efecto de ensombrecimiento verbal; en otras palabras, el ensombrecimiento verbal tuvo el efecto de la disminución de la capacidad de reconocimiento de los testigos auditivos pero sin su conocimiento.

## Testimonio de Niños
La mayor parte de la investigación sobre la memoria de los testigos tiene adultos involucrados, a pesar del hecho de que no es raro que los niños estén involucrados en un delito o hayan sido el testigo central de un crimen. Las estadísticas de la Fiscalía del Estado revelaron que 1.116 niños menores de 10 fueron testigos de un crimen en Inglaterra y Gales en 2008/9.
Los testimonio de niños se refiere a cuando los niños están obligados a testificar en la corte después de ser testigo o estar involucrados en un crimen. En situaciones en las que un niño es el principal testigo de un crimen, el resultado de la audiencia depende de la memoria del evento del niño. Y hay varias cuestiones importantes asociadas con la memoria de testigo de los niños. Por ejemplo: la exactitud de la explicación del niño, en tales situaciones, junto con lo bien que el niño pueda identificar la configuración del delito y las personas involucradas en el crimen, influyen en la credibilidad del testimonio del niño. Mientras que la investigación muestra que es posible que los niños proporcionen información forense relevante y precisa, que parecen ser menos fiables que los testigos mayores de edad y al igual que todos los testigos, pueden crear falsos recuerdos.
Por otra parte, los niños a menudo tienen un vocabulario limitado, el deseo de agradar al oficial, o la dificultad para responder a las preguntas debido a un traumatismo. El uso de memorias de la niñez temprana en el testimonio de los testigos también puede ser un reto ya que para los primeros 1-2 años de vida, las estructuras del cerebro tales como el sistema límbico, que posee el hipocampo y la amígdala y está implicada en la memoria de almacenamiento, aún no están completamente desarrollados. La investigación ha demostrado que los niños pueden recordar eventos desde antes de la edad de 3-4 años, pero que estas memorias disminuyen a medida que los niños crecen (véase la amnesia infantil).
Los niños pueden estar involucrados en un testimonio no solo cuando son testigos, sino también cuando son víctimas. Ha habido varios casos de niños que se recuperan los recuerdos falsos de abuso infantil. Los niños como especialmente sugestionables y en los casos de los recuerdos recuperados, es difícil determinar si la memoria recuperada es exacta o imaginaria. Debido a la sensibilidad de estos casos, la entrevista estratégica se implementa para los niños, que puede resultar en la validez de la memoria. La entrevista estratégica debe ser evaluada con la sensibilidad de manera individual y sin preguntas principales, ya que pueden influir en la respuesta del niño. Influencias adicionales pueden incluir las personas que rodean al niño antes de, y durante la audiencia. Si oye nueva información a partir de tales individuos, los estudios muestran que es más que probable que los niños estén de acuerdo con lo que dicen los otros - independientemente de la opinión inicial del niño.
Los estudios sobre los niños muestran que el niño promedio está en mayor riesgo de pérdida de la memoria, debido a la inmadurez y la plasticidad del cerebro, en comparación con un adulto promedio. El rendimiento pobre de la memoria en los niños pequeños se muestra cuando se les hizo la referencia de diferentes edades para recordar la visita de un médico. Niños de 3-5 respondieron con mucha menos precisión que los individuos de edades 6-15, indicando diferencias en el desarrollo de la capacidad de memoria. Además, se ha demostrado que la información codificada y almacenada en la memoria depende de la medida de los conocimientos sobre el evento. Es decir, si un niño está expuesto a un acontecimiento que él o ella sabe poco acerca, su memoria del evento no será tan precisa cuando se compara con un niño que tiene más conocimientos sobre temas relacionados con eventos. Estos resultados del aumento de la sensibilidad, la sugestión y la pérdida de memoria en los niños llevan a cuestionar la competencia de un niño para servir como testigo. Los investigadores han determinado que un niño debe ser considerado un testigo competente si él o ella tiene la capacidad de observar, comunicar, producir suficientes recuerdos, diferenciar verdad de la mentira, y comprender la obligación de decir la verdad. Sin embargo, la misma precaución que se toma con todos los testigos debe ser tomado con el testimonio del niño, ya que todos los testimonios de testigos son propensos a inexactitudes.

### Entrevista paso a paso de Yullie et al (1993).
Se trata de una entrevista estructurada para menores. Es el protocolo de entrevista de referencia del Sistema de Evaluación de la Validez de las Declaraciones (SVA).

#### Fases de la entrevista.
1. Clima de entendimiento. Hablamos con el menor con el objetivo de tomar confianza y que entienda los roles de la entrevista.
2. Demanda de dos recuerdos. Fiabilidad del recuerdo y evaluación de las habilidades verbales y conocimientos del menor.
3. Explicación de necesidad de verdad.
4. Introducción del tema. Narrativa cronológica.
5. Narración libre. El entrevistador guiando el proceso.
6. Preguntas generales.
7. Preguntas específicas. Para conseguir más detalles y aclaraciones.
8. Uso de ayudas. Como el uso de muñecos o dibujos.
9. Conclusión y cierre. Agradecer al menor y responder dudas. Necesidad de finalizar la entrevista con temas neutrales para desactivarlo emocionalmente.

## La capacidad intelectual y el testimonio
Las personas con discapacidad intelectual tienen un riesgo más alto para el abuso y la explotación sexual, ya que a menudo dependen de otros, no tienen educación en su incapacidad física ni tampoco en formas de autoprotección. Por lo tanto, la investigación se ha dedicado a investigar la responsabilidad de estos individuos en testimonios de testigos. Cuando un grupo de adultos elegidos por la Asociación de Discapacidades de Desarrollo se comparó con un grupo control de estudiantes universitarios y se desempeñaron igualmente bien cuando un objetivo estaba ausente de una rueda de reconocimiento. Sin embargo, el grupo de control fue mejor en el reconocimiento cuando un objetivo estaba presente en una rueda de reconocimiento, lo que lleva a la determinación de que las personas con discapacidad intelectual son más sugestionables y es probable que puedan confabular. Los niños con discapacidad intelectual muestran patrones similares en sus relatos de testigos. Después de ver un video de un crimen, los niños con estas discapacidades se desempeñaron peor que los niños que no tienen discapacidades de la misma edad en el recuerdo libre; también en las preguntas abiertas y en las preguntas engañosas generales o específicas. Estos niños se comportaron mejor que el grupo control de edad solo en las preguntas principales con respuestas "sí o no", lo que sugiere que es más probable que convengan en la entrevista. Estos hallazgos indican que las personas con discapacidad intelectual pueden ser consideradas testigos competentes si el interrogado es no - líder.

## Memoria eidética
Los individuos que dicen poseer recuerdos eidéticos se creen que alojan una imagen en mente durante más tiempo y con mayor precisión que una persona promedio. Pero la evidencia para la memoria eidética es limitada; ya que no hay evidencia de la memoria fotográfica o que una memoria sea una réplica exacta de un evento. Las memorias de aquellos que pretenden tener recuerdos eidéticos superiores son tan imperfectos como los recuerdos de las personas que tienen habilidades mnemotécnicas normales. Las personas que dicen tener recuerdos fotográficos no son inmunes a los testimonios de testigos defectuosos. Los testigos que creen que son capaces de recuperar una fotografía mental precisa, también tendrán mucha más confianza en su relato del evento y pueden influir en el resultado del ensayo. Los recuerdos con exactitud de tales escenas visuales son un tema controversial. En el pasado se creía que las personas eidéticas solían tener recuerdos muy precisos para pantallas visuales, pero los resultados de investigaciones modernas podrían revelar una historia diferente. Algunas investigaciones demuestran que los niños tienen una mayor precisión con memoria eidética para los detalles visuales en comparación con los niños no eidéticos. Otros Investigadores no han podido encontrar alguna ventaja entre los dos grupos. También se planteó la hipótesis de que la imaginación eidética no está exactamente relacionada con la memoria, sino que mejora el recuerdo de los detalles visuales. Como tal, la memoria fotográfica no es útil en la sala.
La frecuencia de la imaginación eidética es baja en adultos y muestra mayor frecuencia en el desarrollo de la primera infancia. De hecho, es casi inexistente más allá de la edad de 7 años. Cuando se utilizan procedimientos para clasificar la memoria eidética separado de las características de la imagen de la memoria y la imagen posterior, un pequeño número de niños se clasifican como eidetikers verdaderos. Estos niños siguen siendo influenceables; su testimonio de testigo aún puede tener errores.

## Memoria de testigo auditivo
Una investigación realizada en memoria de testigos auditivos ha surgido recientemente de la sombra de los fenómenos ampliamente investigados de la memoria de testigos y testimonios de testigos, a pesar de haber estado en uso dentro del sistema de justicia Inglés desde la década de 1660. La memoria de testigo auditivo se refiere a la memoria auditiva de una persona por un delito o información incriminatoria que han oído. Gran parte de la investigación que se ha llevado a cabo en la memoria de testigo auditivo se centra en el reconocimiento del hablante, también conocido como el reconocimiento de voz, mientras que hay menos investigación que investiga la memoria para los sonidos ambientales. La mayor parte de la literatura sobre la voz y el reconocimiento de rostros encuentra una sólida ventaja de la cara; en comparación con el reconocimiento de voz, el reconocimiento de rostro parece ser la vía más fuerte, con la mayoría de los individuos fue mucho más difícil encontrar y recordar una voz en comparación con recordar una cara.

### Testigo Auditivo vs. Exactitud del Testimonio
Una proporción sustancial de la literatura en el testimonio de testigos, encuentra una sólida ventaja de recordatorio para los estímulos visuales en comparación con los estímulos auditivos. Parece que tenemos una ventaja de memoria profunda para objetos visuales y escenas siendo a la vez más pobre en recordar la información auditiva. Por lo tanto, esto tiene implicaciones claras para los testigos y la memoria de testigos auditivos; por lo que debe de ser más probable que sea recordado lo que se escucha por un testigo. Este hallazgo puede ser extendido a los rostros y voces; dentro de la literatura en el reconocimiento de personas, se ha encontrado que los individuos son mucho mejores en la identificación de una persona por su cara en oposición a su voz.

### Memoria no verbal: el sonido ambiental
Los investigadores definen los sonidos ambientales como aquellos que son: ya sea animado, inanimado, artificial o natural; sonidos producidos por los acontecimientos reales en contraposición a los sonidos generados por máquina; sonidos que son más complejos que los sonidos producidos en el laboratorio; y que son dinámicos y transmiten una sensación de actividad. Los ejemplos incluyen el sonido de un timbre, la tos, la lluvia, el motor de un coche, una señal de cruce de ferrocarril y así sucesivamente. Tales sonidos ambientales son importantes fuentes de información y nos proporcionan el conocimiento de nuestro entorno.
La investigación ha encontrado que el recuerdo de los sonidos ambientales puede depender del almacenamiento y la recuperación de las interpretaciones verbalizables. En un estudio, las personas escuchan una selección de sonidos ambientales ambiguas e intentaron etiquetar cada sonido, ya que se presentaron. Una semana más tarde, los individuos etiquetaron los sonidos de nuevo y se encontró que al volver a etiquetar los sonidos posteriormente causó para los individuos el realizar una mucho mejor prueba de reconocimiento. El reconocimiento de los sonidos ambientales, por lo tanto aparece depende del etiquetado tanto en la entrada y en la fase de prueba, ya sea cuando las etiquetas son creados por los sujetos al escuchar los sonidos, o cuando las etiquetas se generan por el experimentador y se presentan a los sujetos. Investigaciones más recientes han encontrado que es posible memorizar la sonoridad de un sonido ambiental. Sin embargo, es importante recordar que una gran cantidad de investigaciones que investigan el sonido ambiental y la recuperación de la memoria se lleva a cabo en un entorno de laboratorio y así ha limitado la validez ecológica y la generalización.

### Memoria verbal: reconocimiento de voz
En comparación con la recuperación de la memoria para las caras, el reconocimiento de la voz parece ser mucho más vulnerable a la interferencia. Estos hallazgos consistentes sugieren que la memoria de testigos auditivos es mucho más vulnerable a los efectos de la interferencia en comparación con la memoria de testigo; aunque el peso colocado en memoria de los testigos en el tribunal también deben de considerarse cuidadosamente; ya que hay mucha evidencia para sugerir su falibilidad. Por ejemplo, algunos estudios han encontrado que la identificación de testigos puede verse afectada por efectos tales como el efecto de enfoque del arma o ensombrecimiento verbal. Sin embargo, el reconocimiento de voz parece ser la vía más deteriorada significativamente por factores de interferencia.
Efecto de cara ensombrecida
Un efecto de cara ensombrecida se produce por el rendimiento del reconocimiento de voz de los individuos y se deteriora con la copresentación de una cara. La información visual, por tanto, parece tener la capacidad de interferir significativamente con el recuerdo de la información auditiva. Sin embargo, la investigación se ha preguntado si la memoria de testigo auditivo se altera en la misma medida cuando la cara de quien habla se oculta de alguna manera. La investigación muestra que cuando una cara está cubierta con un pasamontañas, por ejemplo, la precisión para la identificación de voz mejora ligeramente; sin embargo, un efecto de cara ensombrecida sigue existiendo a pesar de la capacidad del testigo auditivo de ver un menor número de rasgos faciales.

#### Tono de voz
El tono de voz también se ha identificado como un factor que puede afectar el rendimiento del reconocimiento de voz. Los individuos son propensos a exagerar su memoria por el tono; al oír una voz de tono alto en una presentación inicial (como la voz del autor de un crimen), los individuos son propensos a elegir una voz aún más aguda en la fase de prueba (rueda de reconocimiento de audio). Del mismo modo, al escuchar una voz de tono bajo, es probable que recuerde la voz como si fuera aún menor en intensidad cuando las voces se presentan en una rueda de reconocimiento de audio. Las funciones cognitivas comparables parecen operar cuando los individuos tratan de recordar caras; una ambigüedad, que rodea el origen étnico o el género de las caras, es probable que resulte en el recuerdo de la persona de caras a ser exagerados con respecto a las características étnicas y de género. Los investigadores llaman a esto el efecto de acentuación. Se sugiere que el tono de voz, junto con otras propiedades de la superficie de la oración, como el contenido del habla, se codifican de forma instantánea en la memoria. Esto contrasta con las características auditivas tales como la amplitud y velocidad de la voz, de los cuales hay evidencia contraria acerca de si se codifican automáticamente en la memoria.

#### Efecto de otro acento
Hay pruebas que sugieren que los testigos pueden encontrar más difícil identificar la voz de un autor si el autor habla el idioma nativo del testigo con un acento en comparación con uno que no. Se cree que se requiere más esfuerzo cognitivo para procesar la voz de un hablante no nativo. Esto se debe a un "costo" que se coloca en el oyente, con voces acentuadas que violen el "esquema del habla" el oyente está familiarizado en su propia región geográfica. Por lo tanto, los oyentes pueden ser obligados a hacer más esfuerzo con el fin de reconocer y distinguir segmentos fonéticos y las palabras del hablante no nativo.
Un acento también tiene el potencial de interferir con la capacidad del testigo para reconocer el aspecto del agresor. Se ha encontrado que cuando se pide a los testigos que recuerden un autor, el aspecto físico del agresor se recuerda menos bien cuando tienen un acento en comparación con cuando no lo tienen. Un acento también tiene el potencial de interferir con la capacidad del testigo para reconocer el aspecto del agresor. Se ha encontrado que cuando se pide a los testigos que recuerden un autor, el aspecto físico del agresor se recuerda menos bien cuando tienen un acento en comparación con cuando no lo hacen. Una explicación propuesta de qué acentos pueden afectar negativamente a la memoria de la información visual y la memoria de los testigos se extrae de la teoría de recursos múltiples de Wickens (2002-2008) . Wickens es la teoría que sugiere que los recursos atencionales se separan en distintas piscinas. Solo las tareas visuales y auditivas tienen acceso a recursos de atención visual y auditiva, respectivamente. Sin embargo, cuando se presenta una tarea que requiere el uso de recursos de atención de ambas modalidades, conlleva a la competencia por los recursos, a su vez, conduce la incapacidad para llevar a cabo una o ambas tareas o resultando en un rendimiento más pobre. Por lo tanto, un menor número de recursos generales pueden haber estado disponibles con el fin de codificar y recordar el aspecto del agresor, después de que testigos habían utilizado recursos de atención para la transformación de los contenidos voz y el habla con acento.

#### Audición directa vs. Dispositivos
Mientras que muchas cuentas de testigos auditivos se obtienen directamente y " en el momento", muchos serán adquiridos a través de teléfono o por otros dispositivos de comunicación. Si el testigo auditivo oye una conversación u otra información auditiva en persona o lo escucha más de un dispositivo de comunicación podría afectar su tasa de precisión. Sin embargo, contrariamente a esta predicción, la investigación ha encontrado diferencias significativas entre la precisión de la identificación de la voz cuando la voz se escuchó directamente o a través de un teléfono móvil, a pesar de la calidad de sonido que parece más pobre en este último.

#### Emoción
Los investigadores también han investigado hasta qué punto el carácter distintivo de una voz, tales como mayor emoción, puede ayudar o poner en peligro el recuerdo de un individuo de la misma. Existe evidencia de que las caras son mejor recordados si muestran la emoción en comparación con cuando aparecen neutra; en un estudio los participantes sanos de control recordaron caras felices con más precisión de lo que lo hacían con caras neutrales. Del mismo modo, una serie de estudios han encontrado que las memorias que son más de naturaleza emocional son más complejos y tienen menos probabilidades de ser olvidado en comparación con recuerdos que son más neutrales. Por lo tanto, parece lógico que los investigadores exploren si el material auditivo, que es de naturaleza emocional también se recuerda mejor. Las investigaciones han producido resultados contradictorios. Bradley y Lang (2000) encontraron que había una ventaja de memoria para el material auditivo cuando era más emocional en comparación con cuando era más neutral. Los autores también encontraron que la actividad fisiológica de los participantes cuando escucharon sonidos con carga emocional era muy similar a la activación fisiológica que se produce cuando se les mostraban imágenes emocionales. Sin embargo, los estudios que investigan la emoción en las voces no han encontrado diferencias significativas entre las tasas de retirada de voces emocionales y voces neutras, con un poco de investigación, incluso lo que demuestra que la emoción puede poner en peligro la recuperación de la memoria de voz. Por ejemplo, se encontró que las voces de enojo fueron retirados del mercado en menor medida en comparación con si fueran neutral en el tono. Este hallazgo ha sido apoyada por otros estudios que también han encontrado que en lugar de mejorar la identificación de la voz, la emoción puede interferir significativamente con ella. Sin embargo, es importante recordar que las normas éticas se limitarán los niveles de emocionalidad que sean apropiados para ser inducido en los participantes en un entorno de estudio de laboratorio.

#### Tiempo de retardo
La cantidad de tiempo entre cuando una persona oye la información incriminatoria o la voz de su autor, por ejemplo, y el tiempo que se requiere para recordar la información auditiva como un testigo auditivo puede afectar su tasa de precisión de recordatorio. La memoria para la información auditiva que incluye reconocimiento de voz parece disminuir con el tiempo; los estudios han encontrado que los participantes puedan recordar la información auditiva más correcta inmediatamente después de la presentación inicial que después de un intervalo de tiempo de cuatro días, el apoyo a varios otros estudios que encontraron resultados similares. Por otra parte, el grado en el que el intervalo de tiempo afecta la recuperación de la memoria para la información auditiva depende de si el testigo acaba de oír la información auditiva y si se acompaña de información visual también, tales como la cara del agresor. Un estudio ha encontrado que el recuerdo se ve reforzado cuando tanto la información auditiva se escucha y se ve la información visual, en lugar de solo escuchar la información auditiva. Aun así, cuando se pide a las personas a recordar la voz y el contenido del habla, solo son probables de haber recordado la esencia de lo que se ha dicho en contraposición a recordar textualmente. Evidentemente, esto tiene implicaciones para la cantidad de peso que se coloca en el testimonio del testigo auditivo en los tribunales. Los testigos auditivos no suelen ser necesarios para dar declaraciones o recuperar una información auditiva inmediatamente después de que ha ocurrido un evento de voz, pero en su lugar están obligados a recordar la información después de un tiempo de retardo. Esto podría afectar significativamente la exactitud de su recuerdo. Los testimonios de los que solo han escuchado la voz de un sospechoso en comparación con un testigo que ha visto tanto en la cara y el oído la voz de un sospechoso también deben ser tratados con extrema precaución en los tribunales.

### Memoria de Testigo Auditiva en Niños
Es de vital importancia que la investigación sobre la memoria de testigo auditivo de los niños también se lleve a cabo con el fin de garantizar la justicia para los niños víctimas y testigos. En comparación con la memoria de testigo auditivo de adultos, el área de la memoria auditiva en un niño ha sido descuidada en gran medida. En uno de los pocos estudios que comparan adultos e infantiles, Öhman, Eriksson y Granhag (2011) encontraron que solo los niños en el grupo de mayor edad de 11-13 años estuvieron por encima de las oportunidades para el reconocimiento de voz, en comparación con el grupo de edad más joven de los niños (7-9 años) y adultos. Ellos sugieren que bajo la edad de 10 años un niño puede ser abrumado por las demandas cognitivas de la tarea y por lo tanto no realice los niveles anteriores de azar en la tarea. Mientras tanto, los adultos hicieron el porcentaje más alto (55 %) de identificaciones falsas. También se encontró que el nivel de tono de voz y la velocidad del altavoz fue altamente correlacionado con las tasas de identificación falsos de los niños, pero no de los adultos. En general sin embargo, los resultados confirmaron otros estudios que también han mostrado que, en general, el rendimiento al reconocer voces desconocidas es pobre.
Otra investigación encontró que los niños de edades comprendidas entre 11 y 13 años que fueron examinados muy poco después de la exposición a una voz hizo más identificaciones correctas en comparación con los niños que fueron evaluados después de un intervalo de tiempo de dos semanas. Esto no fue el caso para los testigos adultos.

### La Memoria Auditiva en las personas ciegas
Se ha sugerido que las personas ciegas tienen una mayor capacidad para oír y para recordar la información auditiva con el fin de compensar la falta de visión. Sin embargo, mientras que los sistemas neurales adultos ciegos "demuestran excitabilidad y la mayor actividad en comparación con los adultos con deficiencia visual", todavía no es del todo claro en qué medida compensatoria esta hipótesis es correcta. Sin embargo, muchos estudios han encontrado que no parece haber una alta activación de ciertas áreas del cerebro visual en las personas ciegas cuando realizan tareas no visuales. Esto sugiere que en los cerebros de las personas ciegas una reorganización de lo que son normalmente las áreas visuales se ha producido con el fin de que puedan procesar la entrada no visual. Esto apoya una hipótesis compensatoria en el ciego.

### Mejora
Los estudios han investigado cómo mejorar la precisión del rendimiento de testigos auditivos. Un estudio investigó si una entrevista denominada "Entrevista Cognitiva" mejoraría en adultos y niños (11-13 años) la capacidad de reconocimiento de voz o de recordatorio si se administra inmediatamente después del evento. Se predijo que una entrevista cognitiva mejoraría la probabilidad de testigos que hacen una correcta identificación y mejorar el recuerdo del contenido de la voz, ya sea inmediatamente después del evento de después de un tiempo de retardo y sin importar la edad. También se predijo que los adultos podían recordar más contenido que los niños, ya que otros estudios han indicado que los niños proporcionan menos detalles que los adultos durante el recuerdo libre. Sin embargo, los resultados revelaron pobres tasas de identificación correcta, con independencia del tipo de entrevista habían recibido (19,8%); así como altas tasas de identificación falsa; 38,7% de los participantes identificó incorrectamente un sospechoso inocente. No parece importar si la entrevista se había realizado poco después del evento o no. Por otra parte, no parece haber ninguna diferencia entre los niños y los adultos en términos del número de sospechosos que correctamente identificados por su voz. Muchos investigadores sugieren que esto fomenta el caso de los niños (11-13 años) para ser considerado como igualmente capaces de demostrar cuentas potencialmente útiles dentro de la configuración de los tribunales.

## Ejemplo
En 1984, Jennifer Thompson - Cannino seleccionó a Ronald Cotton, tanto en una rueda de reconocimiento con fotografías como en persona, como su violador, dando lugar a su condena por violación y robo y una sentencia de cadena perpetua más cincuenta y cuatro años. Ronald Cotton pasó once años en prisión debido a la memoria de los testigos defectuosa antes de que las pruebas de ADN lo exonerara en 1995. A pesar de la fuerte intención de Jennifer para estudiar las características de su violador durante el evento traumático con el fin de identificarlo después, ella fue víctima de codificación de limitaciones en el momento del asalto. Jennifer, sin duda, experimentó un alto grado de tensión en la noche de su asalto con un cuchillo pegada a su cuello y una sensación de impotencia absoluta. "No en mi memoria, en el filo de la navaja del miedo, el tiempo estaba distorsionado". Ella también cayó presa de los factores tras el incidente que afectó a la exactitud de su retiro. Incluso si los recuerdos se codifican correctamente en el momento del evento, la interferencia y la descomposición pueden alterar estos recuerdos en forma negativa. El simple paso del tiempo implica la pérdida de memoria, y cualquier nueva información que se presenta entre el momento del crimen y el testimonio puede interferir con el recuerdo de un testigo. Cuando se le preguntó a Jennifer para identificar a su agresor a partir de una serie de fotografías, se le dijo que no debía sentirse obligada a hacer una identificación. Sin embargo, la fe de Jennifer en el sistema legal la llevó a creer que la policía debía haber tenido un sospechoso como para justificar su participación en la identificación fotográfica. Y cuando Jennifer selecciona la foto de Ronald, la policía le dijo que lo hizo muy bien. Debe tenerse en cuenta la verdadera fotografía de violador de Jennifer, Bobby Poole, no fue incluido en la rueda de reconocimiento. La retroalimentación positiva de Jennifer le permitió comenzar a incorporar detalles de la fotografía en la memoria del ataque. El hecho de que Jennifer tomó cinco minutos para estudiar las imágenes antes de que seleccionara la foto de Ronald Cotton también permitió que Jennifer ampliara la oportunidad para codificar la cara de Ronald como su agresor y por lo tanto interferir con su memoria original. Las fotografías se presentaron de forma simultánea, lo que permite a Jennifer comparar las fotografías a la otra en oposición a su memoria del evento. Como resultado, cuando se le preguntó más tarde para elegir a su agresor y sus aspectos físicos en la rueda de reconocimiento, Jennifer vio a Ronald en su memoria y por lo tanto lo eligió. La policía solidifica aún más su elección diciéndole "Pensamos que podría ser el chico... es la misma persona que recogió en las fotos. Como resultado de ello, las autoridades vieron a Jennifer como el testigo ideal, que fue motivada para recordar la cara de su agresor durante el evento y posteriormente asegurar su identificación. Por desgracia, el nivel de confianza en el recuerdo de un testigo no está asociado con exactitud de la identificación. La confianza en el testigo aumenta el riesgo de asignar veredictos de culpabilidad a las personas inocentes. En conclusión, la transferencia inconsciente esencialmente estaba contaminada en la memoria de Jennifer. Incluso después de que Jennifer se enteró de la inocencia de Ronald, ella seguía viendo la cara en su memoria años más tarde. No fue hasta que conoció a Ronald cara a cara y le dio su perdón que empezó a ver a Ronald por sí mismo y no como su agresor, comenzando así una notable e inesperada amistad.